# Lặn có bình khí

Lặn có bình khí giải trí.

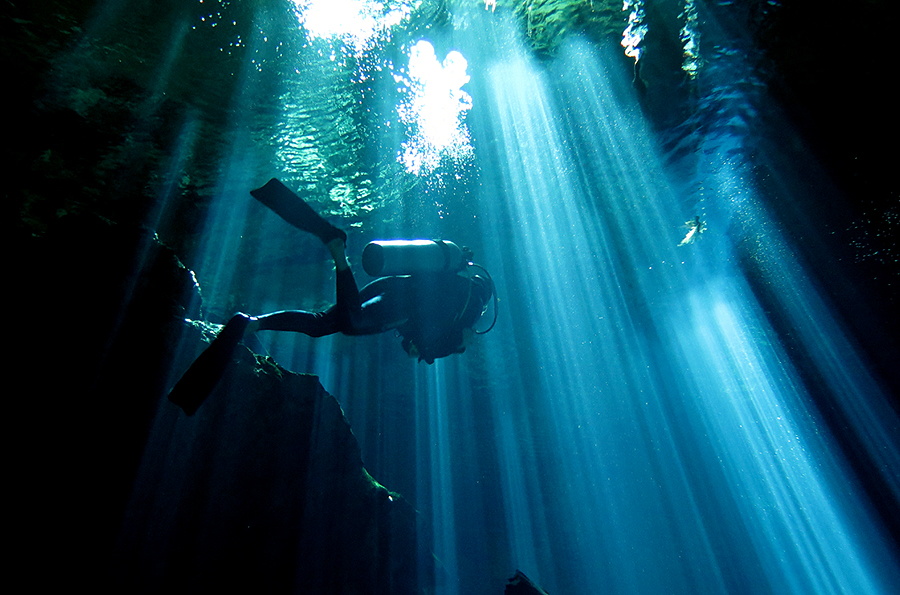
Lặn trong hang động

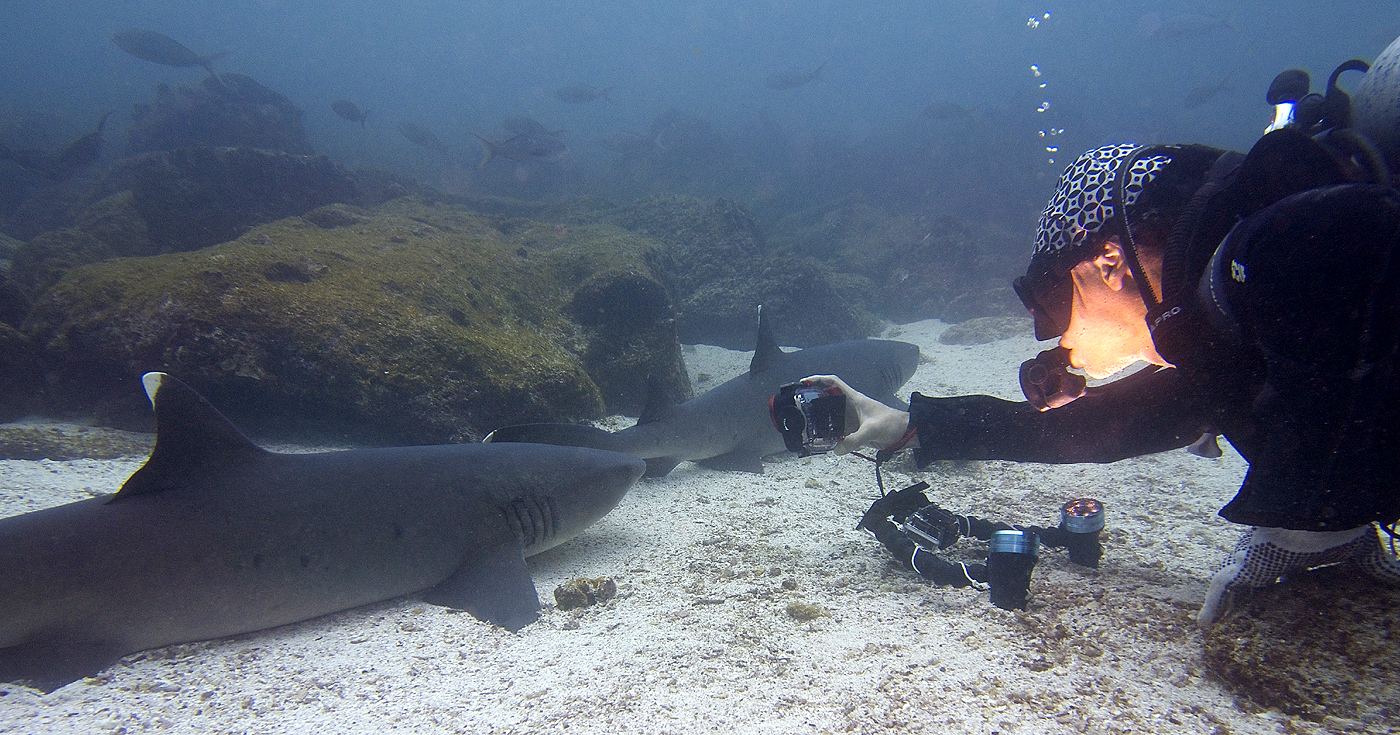
Thợ lặn chụp ảnh một con cá mập.

Lặn có bình khí là một phương thức lặn dưới nước, trong đó thợ lặn dưới nước sử dụng một thiết bị thở dưới nước (scuba) hoàn toàn độc lập với nguồn cung cấp bề mặt, để hít dưới nước. Không giống như các phương thức lặn khác, dựa vào hơi thở hay khi thở dưới áp suất từ bề mặt, thợ lặn của thợ lặn thường mang theo nguồn khí thở của chúng, thường là khí nén, cho phép họ tự do di chuyển nhiều hơn so với không khí Line hoặc thợ lặn của độ rộng và độ bền dưới nước lâu hơn so với hơi thở giữ. Các hệ thống hỏa tiển mở ra hít khí thở vào môi trường khi nó được thở ra, và bao gồm một hoặc nhiều xi lanh có chứa khí thở ở áp suất cao được cung cấp cho thợ lặn thông qua bộ điều chỉnh lặn. Chúng có thể bao gồm các bình bổ sung cho khí nén hoặc khí thở khẩn cấp. Các hệ thống lặn biển có mạch kín hoặc bán kín cho phép tái chế khí thải ra. Khối lượng khí sử dụng giảm so với khối lượng mở; Do đó, một bình khí nhỏ hơn hoặc xi lanh, có thể được sử dụng cho một thời gian lặn tương đương. Các nhà thám hiểm kéo dài thời gian ở dưới nước so với các mạch mở cho cùng mức tiêu thụ khí, chúng tạo ra ít bong bóng và tiếng ồn ít hơn lặn khiến chúng hấp dẫn các thợ lặn của quân đội để tránh bị phát hiện, thợ lặn khoa học để tránh làm phiền các động vật biển, Bong bóng can thiệp.
Lặn bằng lặn có thể được thực hiện trong một số ứng dụng, bao gồm các vai trò an toàn về mặt khoa học, quân sự và an toàn công cộng, nhưng phần lớn lặn thương mại sử dụng thiết bị lặn mặt đất khi điều này là khả thi. Các thợ lặn dưới nước tham gia vào các hoạt động bí mật của lực lượng vũ trang có thể được gọi là ếch, đánh nhau hoặc bơi lội.
Một thợ lặn scuba chủ yếu di chuyển dưới nước bằng cách sử dụng chân vịt gắn vào bàn chân, nhưng động cơ đẩy bên ngoài có thể được cung cấp bởi một chiếc xe đẩy lặn, hoặc một chiếc kéo kéo từ bề mặt. Các thiết bị khác bao gồm mặt nạ lặn để cải thiện tầm nhìn dưới nước, một bộ đồ lặn bảo vệ, thiết bị kiểm soát nổi và thiết bị có liên quan đến hoàn cảnh cụ thể và mục đích của việc lặn. Thợ lặn Scuba được đào tạo theo các thủ tục và kỹ năng phù hợp với mức độ chứng nhận của họ bởi các giảng viên liên kết với các tổ chức chứng nhận người thợ lặn cấp chứng chỉ này. Các thủ tục này bao gồm các quy trình vận hành tiêu chuẩn để sử dụng thiết bị và giải quyết các mối nguy chung của môi trường dưới nước và các thủ tục khẩn cấp để tự giúp đỡ và trợ giúp của một thợ lặn có trang bị tương tự gặp vấn đề. Mức độ tập luyện tối thiểu và sức khoẻ là yêu cầu của hầu hết các tổ chức đào tạo, nhưng mức độ tập luyện cao hơn có thể thích hợp cho một số ứng dụng.